# Trung Lịch
Trung Lịch (bính âm: Zhōnglì Qū) là một khu thuộc Đào Viên, Đài Loan. Về mặt lịch sử, thành phố là nới diễn ra sự kiện Trung Lịch năm 1977, một sự việc đầy ý nghĩa của phong trào dân chủ hóa tại Đài Loan trước thập niên 1980. Về mặt sắc tộc, thành phố được coi là thủ đô của người Khách Gia vốn sinh sống với số lượng lớn tại đây và khu vực lân cận; nhiều người lớn tuổi ở đây có thể nói tiếng Khách Gia, tiếng Phổ thông và tiếng Phúc Kiến Đài Loan. Những năm gần đây nhiều dân lao động nước ngoài (phần lớn từ Philippines và Thái Lan) đã định cư tại đây do nhu cầu của ngành công nghiệp nặng.
Hệ thống đường giao thông kết nối thành phố với Sân bay quốc tế Đào Viên Đài Loan.

## Lịch sử

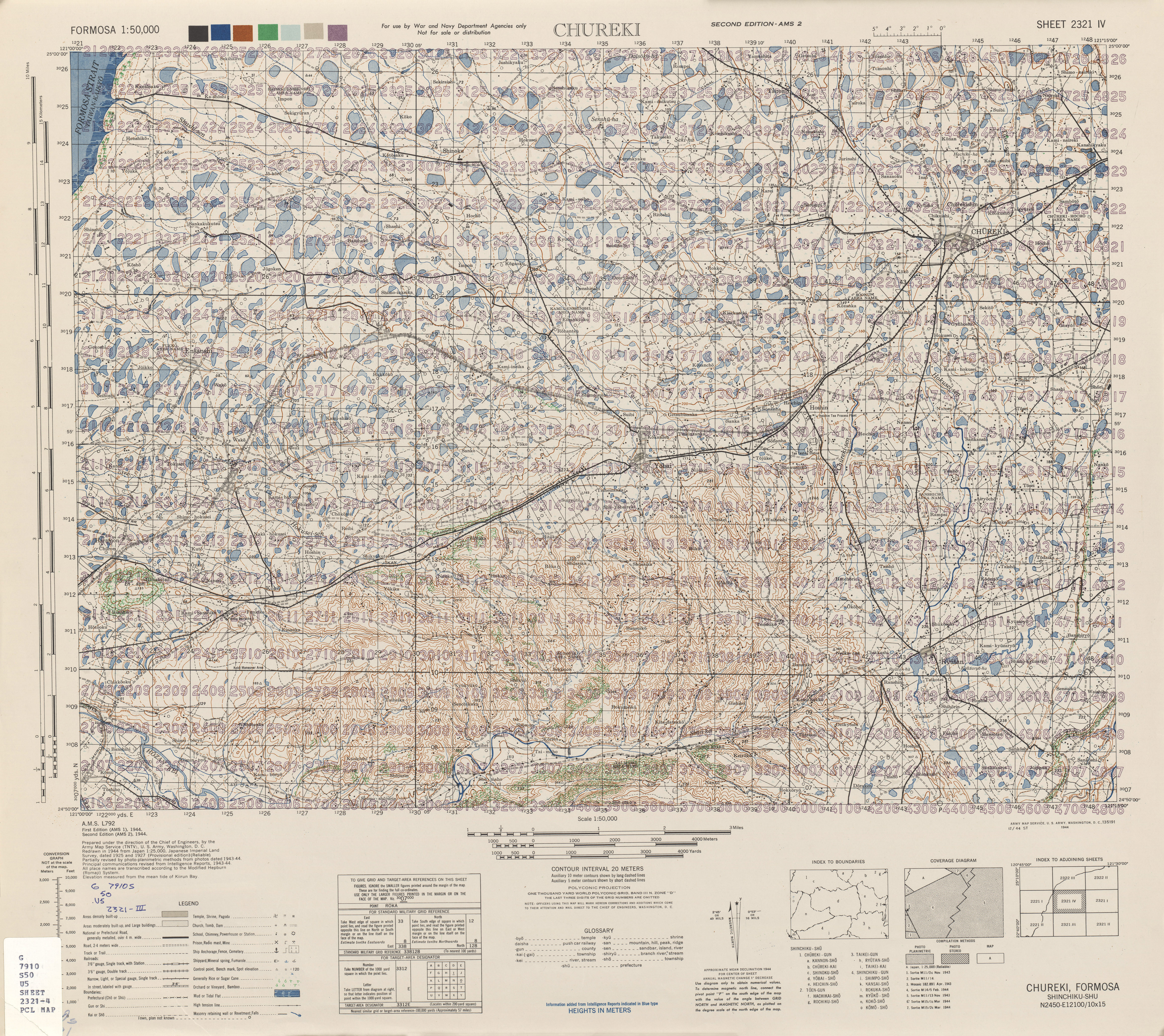
Bản đồ của Trung Lịch (CHŪREKI) và khu vực xung quanh (1944)

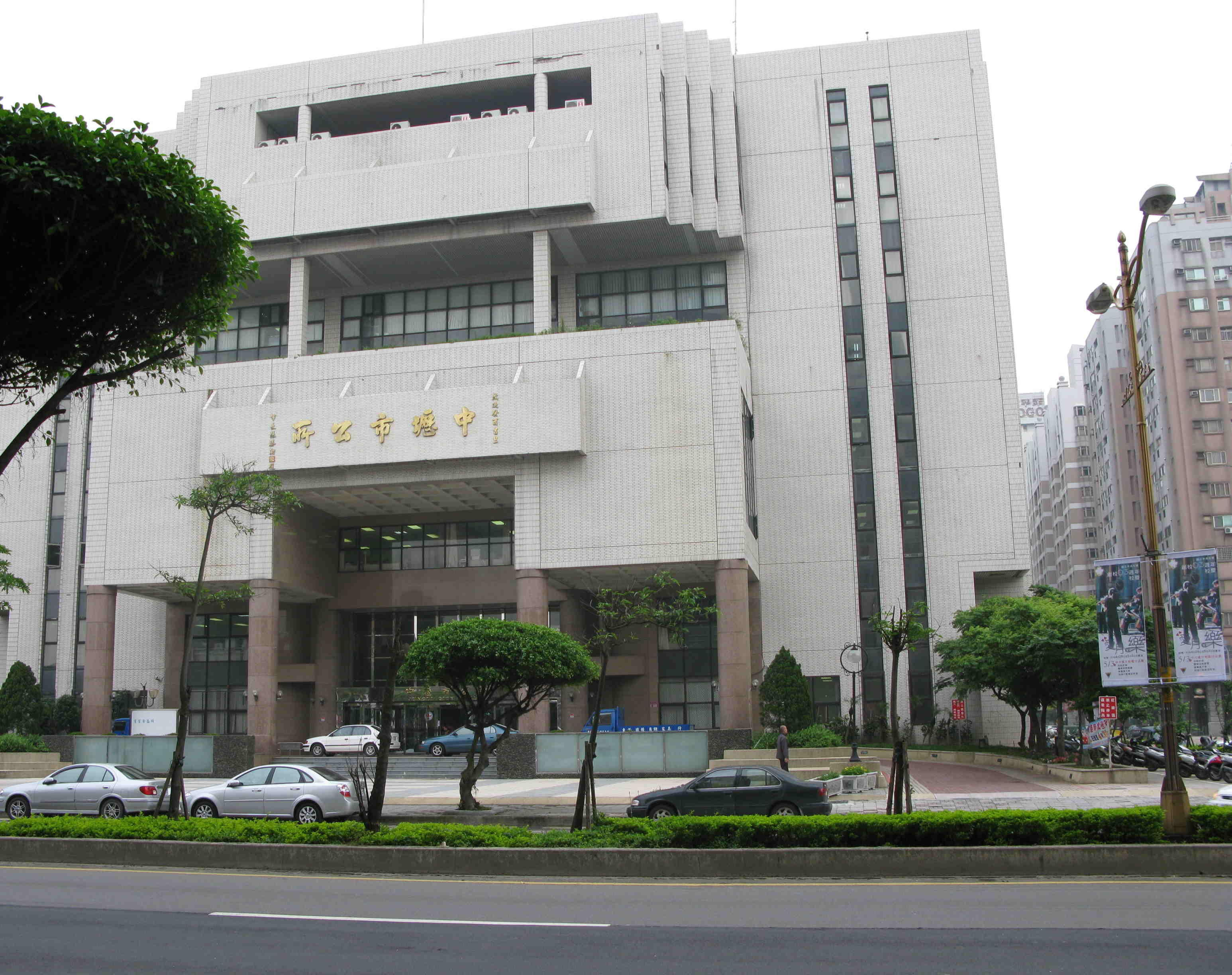
Văn phòng Khu Trung Lịch

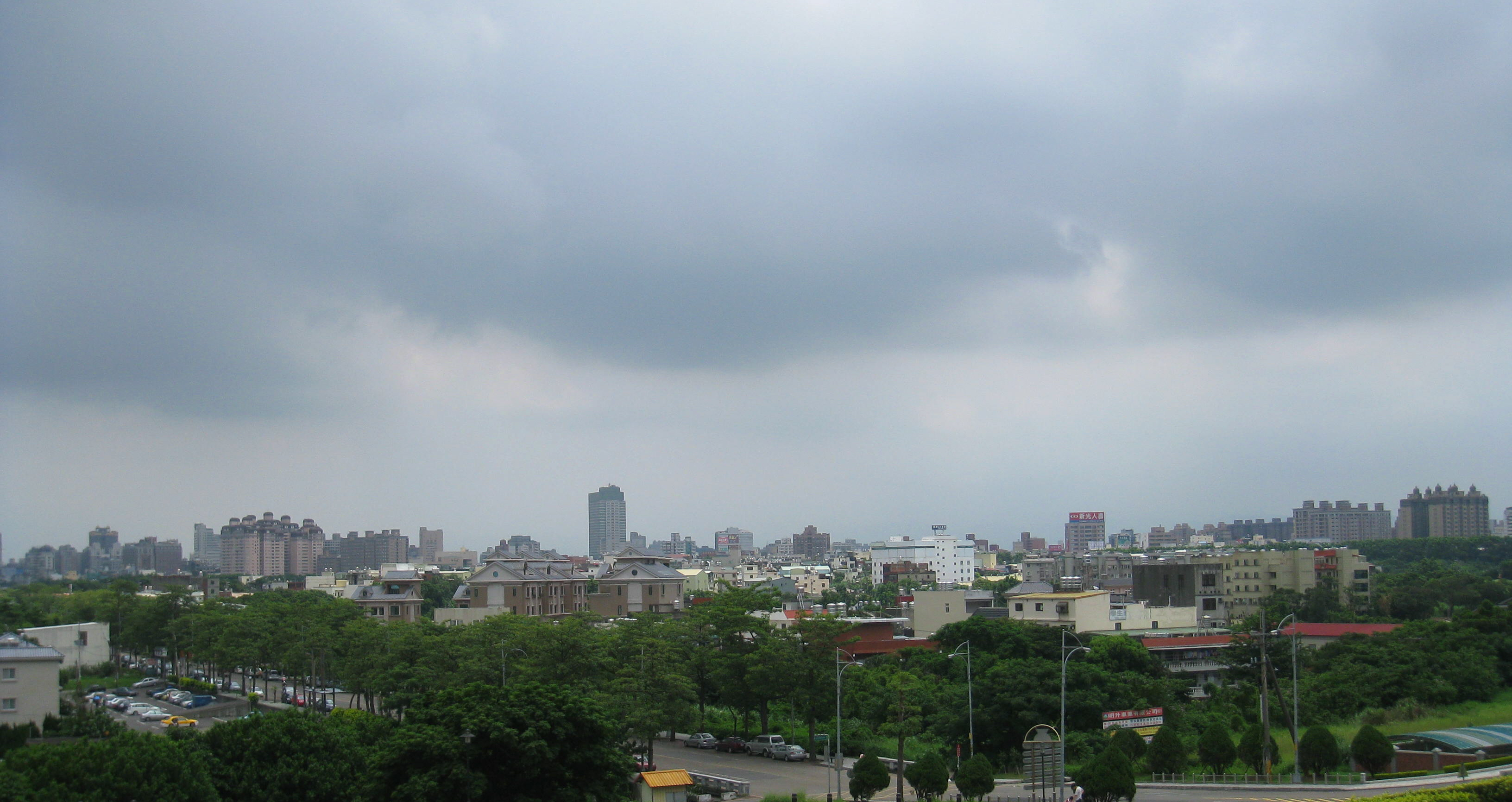
Trung Lịch

Vào thế kỷ 19, khu vực này là quê hương của thổ dân Đài Loan. Trong suốt thời Nhà Thanh, dân nhập cư tỉnh Phúc Kiến và Quảng Đông đã đến cùng với người Khách Gia. Ban đầu khu vực này có tên là Kan-a-lek (tiếng Trung: 澗仔壢; Bạch thoại tự: Kán-á-le̍k) do nó nằm giữa Đạm Thủy và Tân Trúc.
Vào thời thuộc Nhật, nó được đổi thành thị trấn Chūreki (中壢庄 thị trấn Chūreki), quận Chūreki, Tân Trúc Châu.

### Trung Hoa Dân Quốc
Sau khi Nhật trao trả Đài Loan cho Trung Hoa Dân Quốc vào năm 1945, nó được tái cơ cấu thành thị trấn Trung Lịch. Vào tháng 10 năm 1950, nó được đặt dưới huyện Đào Viên. Vào ngày 1 tháng 7 năm 1967, Trung Lịch được nâng cấp thành huyện hạt thị và trở thành thành phố Trung Lịch. Vào ngày 25 tháng 12 năm 2014, huyện Đào Viên được nâng cấp thành thành phố trực thuộc trung ương gọi là thành phố Đào Viên, Trung Lịch trở thành khu của thành phố trực thuộc trung ương.

## Thành phố kết nghĩa
- Gumi, Hàn Quốc (từ năm 1989)
- Enfield, Connecticut, Hoa Kỳ